# Saito Brothers
The Saito Brothers es un equipo de lucha libre profesional que consta de los hermanos gemelos Jun Saito (斉藤ジュン Saitō Jun?) and Rei Saito (斉藤レイ Saitō Rei?). Nacieron el 19 de diciembre de 1986, en Kakuda, Miyagi, Japón de padre estadounidense y madre japonesa. Actualmente firmaron con la empresa japonesa All Japan Pro Wrestling. También son conocidos por su trabajo con diversas promociones de la escena independiente japonesa.

## Carrera de sumo
En septiembre de 2009, después de triunfar en los Estados Unidos como jugadores de fútbol americano, los hermanos Saito se unieron al grupo Dewanoumi para competir en sumo. Se les dio el shikona (nombre de luchador de sumo) de Fujinoumi Jun (藤の海 順) y Fujinohana Rei (藤の花 礼). Jun alcanzó su rango más alto de makushita 47 en julio de 2013 y se retiró en mayo de 2017; Rei alcanzó su rango más alto de sandanme 16 en julio de 2012 y se retiró en septiembre de 2017.

## Carrera en la lucha libre profesional

### All Japan Pro Wrestling (2021–presente)
Entrenados por el dojo All Japan Pro Wrestling (AJPW) desde diciembre de 2020 hasta junio de 2021, los hermanos Saito hicieron su debut en la lucha libre profesional en la primera noche de Dynamite Series, donde perdieron ante Ryuki Honda & Takao Omori en una pelea por equipo.

## Campeonatos y logros
- All Japan Pro Wrestling

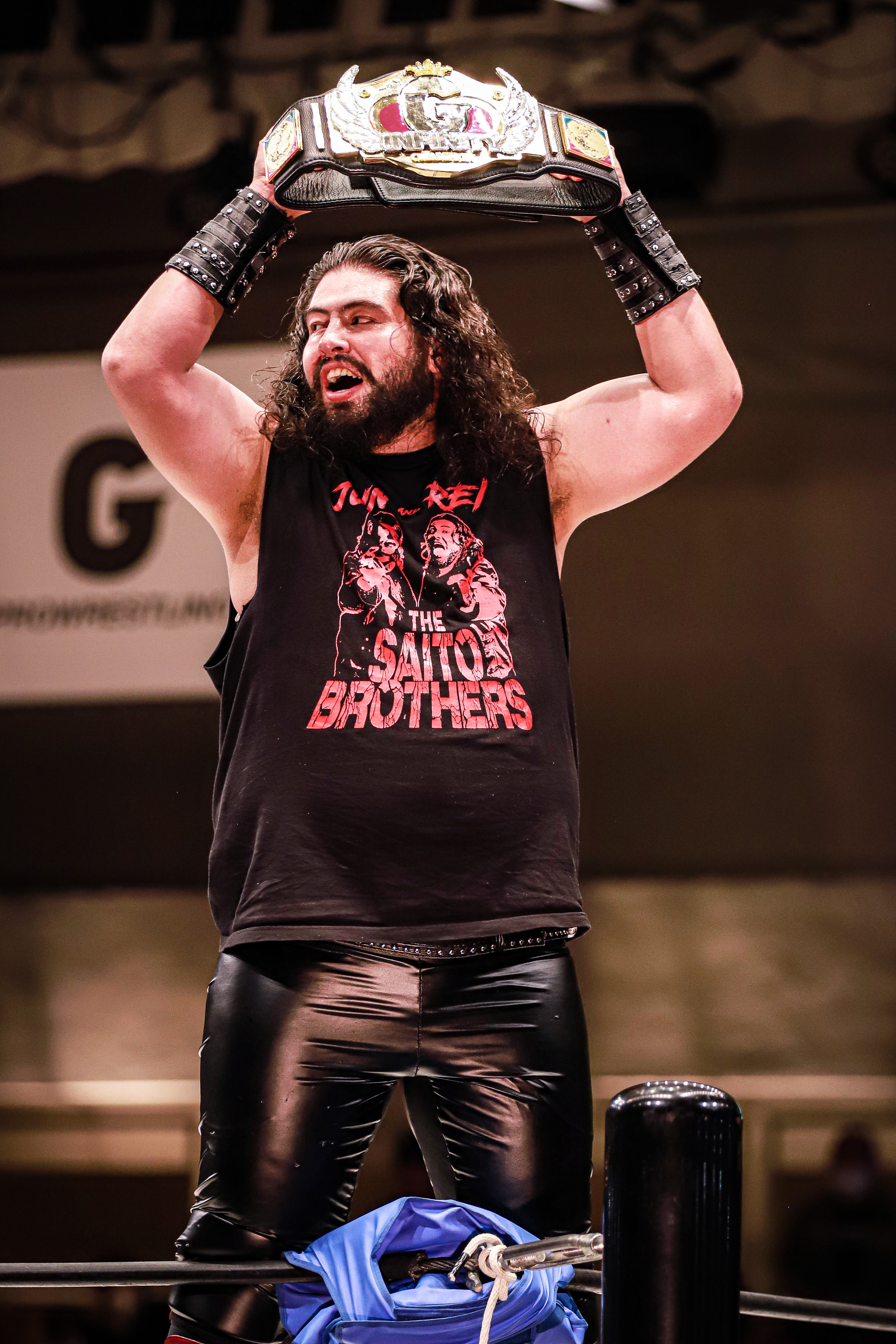
Rei como Campeón G-Infinity

  - AJPW Triple Crown Heavyweight Championship (1 vez) — Jun
  - World Tag Team Championship (2 veces)
  - World's Strongest Tag Determination League (2024)
- Gleat
  - G-Infinity Championship (1 vez)
- Immortal Championship Wrestling
  - ICW Dippin Donuts 24/7 Championship (1 vez)
- Tokyo Sports
  - Premio Novato (2023)[11][12]